# Cantonul Wasselonne
Cantonul Wasselonne este un canton din arondismentul Molsheim, departamentul Bas-Rhin, regiunea Alsacia, Franța.

## Comune
- Balbronn
- Bergbieten
- Cosswiller
- Dahlenheim
- Dangolsheim
- Flexbourg
- Kirchheim
- Marlenheim
- Nordheim
- Odratzheim
- Romanswiller
- Scharrachbergheim-Irmstett
- Traenheim
- Wangen
- Wangenbourg-Engenthal
- Wasselonne (reședință)
- Westhoffen